# 77-LH-28-1
77-LH-28-1 je nedavno otkriveni selektivni agonist muskarinskog acetilholinskog receptora podtipa 1 (M1). On je alosterni agonist, sa preko 100-puta većom specifičnošću za M1 u odnosu na druge podtipove muskarinskog receptora. 77-LH-28-1 penetrira mozak prolazeći kroz krvno moždanu barijeru i stoga je korisno farmakološko oruđe sa efektima povećanja spoznaje.